# CIVC
CIVC er Le Comité Interprofessionnel du Vin de Champagne, den styrende organisation af champagne-producenter i Frankrig.
De over 15.000 producenter, bønder, co-operativer og over 300 huse i den franske region champagne er alle medlemmer af CIVC, der blev etableret i 1941 under ledelse af den franske regering (nu underlagt landbrugsministeriet).
Organisationen varetager champagneproducenternes interesser og sørger samtidig for kvalitetskontrol og -styring hos producenterne.